# Obrež (Słowenia)
Obrež – wieś w Słowenii, w gminie Središče ob Dravi. W 2018 roku liczyła 517 mieszkańców.